# Cuckmere

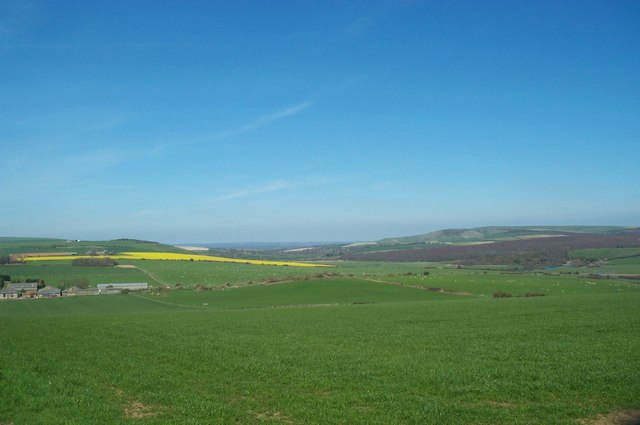
Das Cuckmere Valley nahe dem Cuckmere Haven

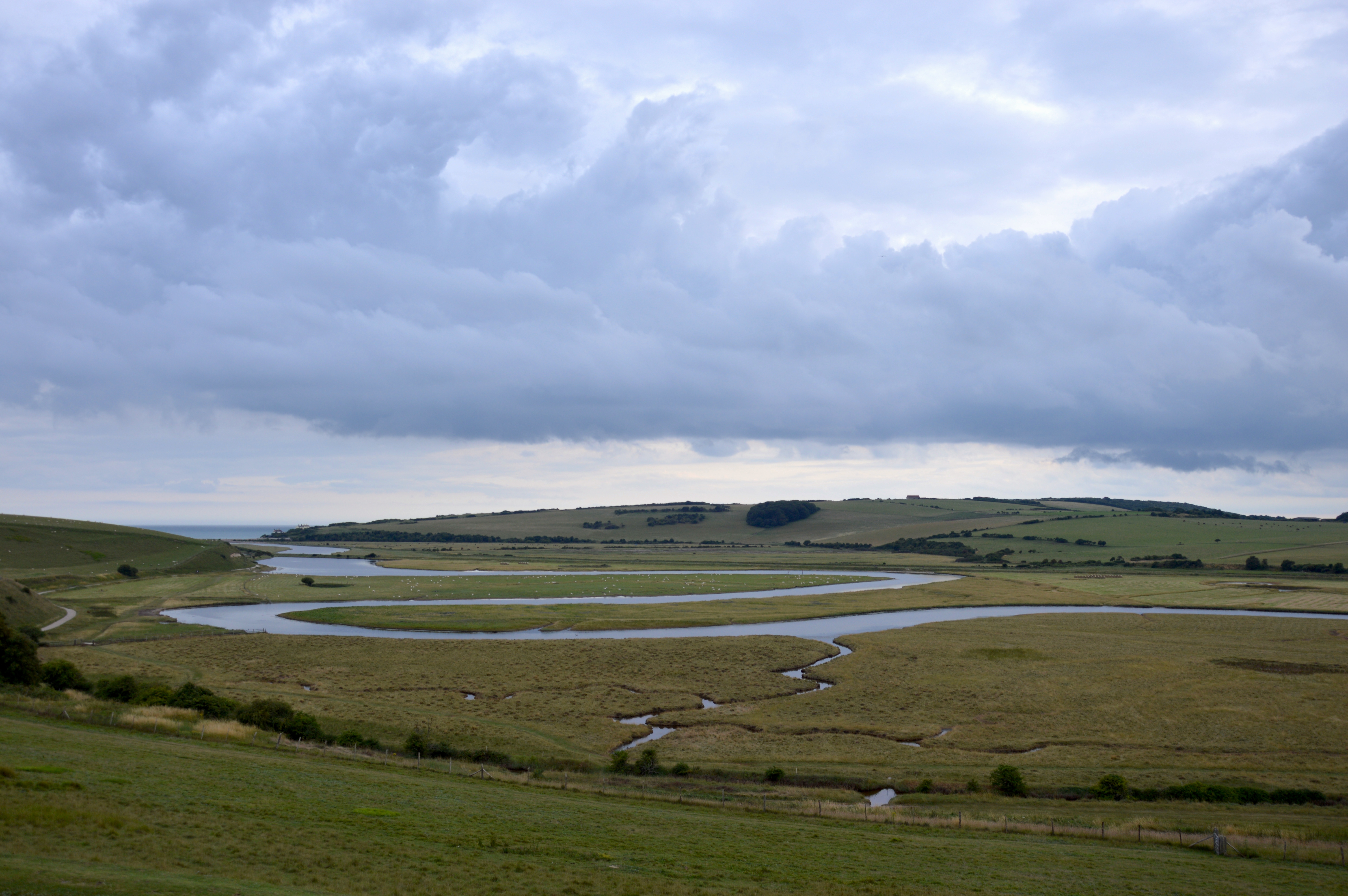
Mäanderverlauf des Cuckmere kurz vor Mündung in den Ärmelkanal

Der Cuckmere River entspringt nahe Heathfield in der südenglischen Grafschaft East Sussex an den südlichen Ausläufern des Weald, eines Kalksteinhöhenzuges in Südengland. Der Name des Flusses stammt vermutlich aus dem Sächsischen und bedeutet so viel wie „der Schnellfließende“. Dies bezieht sich auf den großen Höhenunterschied von 100 m auf den ersten vier Meilen (6,4 km). 
Der Cuckmere hat viele Nebenflüsse an seinem Oberlauf, von denen der River Bull der bedeutendste ist. Ab Hellingly erreicht der Cuckmere erst seine endgültige Breite. Nachdem er das Farmland südlich des Low Weald durchquert, fließt er durch die South Downs in sein eigenes Tal, das Cuckmere Valley, um östlich von Seaford im Cuckmere Haven nahe den Seven Sisters in den Ärmelkanal zu münden. Der Unterlauf des Cuckmere River ist bemerkenswert durch seinen mäanderartigen Verlauf, der dieser Gegend seinen charakteristischen Reiz verleiht. Das Cuckmere Valley Nature Reserve ist hier beheimatet. Die Gemeinde im Cuckmere Valley hat sich nach ihrem Fluss benannt.
Der Flusslauf wurde in der Vergangenheit umgeleitet, um die landwirtschaftliche Nutzung zu verbessern. Die künstlich geschaffenen Mäander sind eine Folge davon. Heute ist diese Gegend ein großer Anziehungspunkt für Touristen. An der Westseite des Cuckmere, wo sich die A 259 bei Exceat mit dem Fluss kreuzt, befindet sich das populäre Golden Galleon Public House.